# Joseph Chhmar Salas
Joseph Chhmar Salas (en khmer យ៉ូសែប ឆ្មា សាឡាស់) (1937-1977) est un évêque catholique cambodgien qui fut vicaire apostolique de Phnom Penh de 1976 à 1977 avant sa mort d'épuisement dans les camps de travail des Khmers rouges.

## Biographie
Joseph Chhmar Salas naît à Phnom Penh le 21 octobre 1937. Il commence sa formation à la prêtrise au Cambodge avant d'être envoyé en France pour les études de théologie au séminaire des Missions étrangères de Paris. À la suite de son ordination, le 24 juin 1964, il est d'abord nommé dans la région de Battambang, avant d'être renvoyé en France pour approfondir ses études.
En 1975, il se trouve encore aux MEP à Paris quand il est rappelé au Cambodge par Mgr Yves Ramousse. En effet, depuis quelques mois, la guerre civile se durcit et les Khmers rouges sont sur le point de renverser la République khmère. La présence des ressortissants étrangers est donc menacée. Il s'agit donc pour Mgr Ramousse d'assurer la présence d'un évêque au Cambodge après son départ probable.
Le 14 avril 1975, trois jours avant la chute de Phnom Penh, Mgr Salas est ordonné évêque par Mgr Yves Ramousse dans le fracas des premiers bombardements. Le jeune évêque khmer se retrouve très vite séparé des occidentaux et se mêle aux flots de milliers de Phnom Penhois forcés de quitter la ville pour aller travailler dans les rizières et dans les campagnes.
Le 30 avril 1976, Mgr Yves Ramousse constatant l'impossibilité de son retour au Cambodge, démissionne de sa charge de vicaire apostolique. Mgr Salas lui succède donc et devient le premier vicaire apostolique cambodgien tout en continuant les travaux forcés dans les rizières de la région de Kampong Thom. À la suite de la famine causée par la désorganisation du pays, il meurt de faim et d'épuisement en septembre 1977.
Le 1er mai 2015, Mgr Olivier Schmitthaeusler, vicaire apostolique du Cambodge,  ouvre la phase diocésaine du procès en béatification de 35 martyrs morts pendant la guerre civile (1970-1975) et sous le régime de Pol Pot (1975-1979), parmi lesquels Mgr Joseph Chhmar Salas. Il est donc considéré par l'Église comme serviteur de Dieu.